# Transport kolejowy w Abchazji
Transport kolejowy w Abchazji − system transportu kolejowego działający w Abchazji.

## Historia
Pierwszy fragment linii kolejowej w Abchazji od rzeki Inguri na granicy gruzińskiej do Suchumi z odgałęzieniem z Oczamczyra do Tkvarcheli wybudowano w 1940. W 1942 zakończono budowę linii z Suchumi do granicy rosyjskiej. Długość obydwóch linii wynosi 220 km. Linia ta stanowiła najkrótsze połączenie Rosji z Kaukazem. Przewozy na linii były utrzymane do początku lat. 90. XX w., kiedy to po rozpadzie ZSRR doszło do wojny domowej w Gruzji wówczas została zniszczona infrastruktura kolejowa oraz wysadzono w powietrze most na rzece Inguri. W 2002 uruchomiono pociąg relacji Moskwa − Suchumi. Starano się wznowić ruch także wewnątrz Abchazji. W 2007 zawieszono ruch pasażerski wewnątrz kraju. W 2010 oprócz pociągu Moskwa - Suchumi kursowały dwie pary pociągów na trasie Adler − Gagra. W 2011 Rosja miała wyremontować linię kolejową na terenie Abchazji. Prace te miały zakończyć się w maju 2011. Po wykonaniu remontu miały zostać uruchomione pociągi na trasie Moskwa – Tbilisi – Erywań.

## Tabor
Przed wojną w lokomotywowni stacjonowało 21 lokomotyw elektrycznych: 20 lokomotyw WŁ8 i jedna WŁ22m. Latem 2005 w Suchumi stacjonowało 10 lokomotyw WŁ8. Lokomotywy spalinowe, które stacjonują w Suchumi to wyłącznie seria ЧМЭ3. Zespoły trakcyjne jakie znajdują się w lokomotywowni Suchumi to jednostki serii ER2. Cały tabor w Suchumi wymaga napraw i remontów.